# Abborretjärnet (Ånimskogs socken, Dalsland, 653440-130716)
Abborretjärnet är en sjö i Åmåls kommun i Dalsland och ingår i Göta älvs huvudavrinningsområde.